# Henri-Clément-Marie-Charles Le Joindre
Henri-Clément-Marie-Charles Le Joindre, francoski general, * 1880, † 1976.